# SN 1972N
SN 1972N – supernowa odkryta 8 października 1972 roku w galaktyce MCG +05-02-16. W momencie odkrycia miała maksymalną jasność 17,00m.